# Xnxx.com
xnxx.com ist ein Videoportal für pornografische Inhalte. Es wird betrieben von der tschechischen WGCZ Holding (voller Name: Web Group Czech Holding).

## Inhalt
Angebotsschwerpunkt von xnxx.com sind pornografische Videos, ebenso verfügbar sind Bilder (einschließlich Gif-Dateien) sowie erotische Geschichten. Die Inhalte sind nach Tags sortiert. Ebenfalls angeboten wird ein Internetforum. Nach eigenen Angaben hostet die Site aktuell über 10 Millionen Videoclips.

## Statistik und Daten
Die Seite befand sich 2018 (gemessen am Alexa-Internet-Rang) auf Platz 74 der meistaufgerufenen Websites der Welt. In der Schweiz befindet sie sich auf Platz 39 und in Österreich auf Platz 18 der meistaufgerufenen Websites. Auf Similarweb wird die Seite (Stand 2/2025) auf Platz 32 der meistbesuchten Webseiten weltweit geführt.

## Geschichte
Xnxx wurde 1997 in Frankreich gegründet, unter der Adresse www.xnxx-pics.com wurden zunächst pornografische Bilder angeboten. Betreiber der Webseite ist die tschechische WGCZ Holding (voller Name: Web Group Czech Holding), die Holding befindet sich zu 93 % im Besitz des Franzosen Stéphane Pacaud.
WGCZ betreibt neben Xnxx auch XVideos und gilt als Hauptkonkurrent von Aylo, ehemals Mindgeek, die ihrerseits unter anderem Pornhub betreibt. Sowohl Pornhub als auch XVideos wurden bereits 2023 von der Europäischen Kommission als VLOPs („Very Large Online Platforms“) eingestuft, darunter fallen Plattformen, die im Monat mehr als 45 Millionen Nutzer aus der EU verzeichnen.
2024 wurde auch Xnxx als VLOP eingestuft. In der Folge brachen 2025 die offiziell angegebenen Benutzerzahlen bei allen Plattformen ein, im Fall von Xnxx auf die noch unter die VLOP-Kriterien fallende Zahl von 46 Millionen monatlichen Besuchern aus der EU. Für August 2024 wurden noch 77 Millionen angegeben. Alle anderen bisher unter die VLOP-Kriterien fallenden Pornportale hatten zuletzt EU-Besucherzahlen unter 45 Millionen angegeben, wodurch Xnxx die einzige Porn-Plattform bliebe, für die die entsprechenden Offenlegungs- und Prüfauflagen gelten. Xnxx selbst gab an, die bisherigen Nutzerzahlen und deren geografische Zuordnung seien als „grobe Erfahrungswerte“ ermittelt worden, die Ermittlung der nun deutlich niedrigeren Zahlen an der EU zuordenbaren Besuchen sei dem Umstand geschuldet, dass ein Großteil der Nutzer im Inkognito-Modus ihres Browsers auf die Seite gelangen.